# Paulo Jobim
Paulo Hermanny Jobim (Rio de Janeiro, 4 de agosto de 1950 – Rio de Janeiro, 4 de novembro de 2022) foi um cantor, guitarrista, flautista, arranjador e arquiteto brasileiro. Era filho do maestro, compositor e pianista Tom Jobim (1927–1994), e pai do pianista Daniel Jobim.
Trabalhou com os músicos Milton Nascimento, Chico Buarque, Sarah Vaughan, Astrud Gilberto e Lisa Ono.

## Biografia
Filho de Antônio Carlos Jobim e Tereza Hermanny Jobim, nasceu no Rio de Janeiro, em agosto de 1950. Herdou dos pais, desde muito jovem, o engajamento pelos estudos musicais, e estudou um pouco de tudo: piano, saxhorn, piston, violão, flauta. A variedade de instrumentos, de ritmos musicais emergentes na época e de músicos famosos com quem tinha contato, enriqueceram seu repertório, e levaram-no a tocar e compor com outros grandes nomes da música brasileira, como no caso dos meninos do Clube da Esquina. Chegou a trabalhar por certo período com Arquitetura, mas optou por se dedicar à música.
Foi compositor da trilha sonora no filme Brasília 18%.

### Morte
Paulo morreu no dia 4 de novembro de 2022, após dez anos lutando contra um câncer de bexiga. Ele ficou por dez dias internados no Hospital São Vicente, na zona sul do Rio de Janeiro, e deixou três filhos.

## Discografia
- (2005) Falando de Amor – Famílias Caymmi e Jobim Cantam Antônio Carlos Jobim - participação
- (2003) Jobim Sinfônico - participação
- (1999) Quarteto Jobim Morelenbaum (Quarteto Jobim Morelenbaum)
- (1995) Tom Jobim: inédito (Tom Jobim) - participação
- (1995) O Tempo e o Vento-Trilha Sonora da Minissérie (Tom Jobim) - participação
- (1993) Antonio Brasileiro (Tom Jobim) - participação
- (1991) Família Jobim (Tom Jobim) - participação
- (1986) Passarim (Tom Jobim) - participação